# Plélan-le-Petit
Plélan-le-Petit (en bretó Plelann-Vihan, gal·ló Plélan) és un municipi francès, situat a la regió de Bretanya, al departament de Costes del Nord. L'any 1999 tenia 1.505 habitants. Limita amb els municipis de Bourseul al nord, Jugon-les-Lacs a l'oest, Vildé-Guingalan a l'est i Mégrit al sud.

## Demografia
| 1962                                       | 1968  | 1975  | 1982  | 1990  | 1999  |
| ------------------------------------------ | ----- | ----- | ----- | ----- | ----- |
| 1.059                                      | 1.127 | 1.268 | 1.364 | 1.525 | 1.505 |
| Des de 1962: població sense dobles comptes |       |       |       |       |       |

## Administració
| Període   | Identitat       | Partit        |
| --------- | --------------- | ------------- |
| 2001-2008 | Prosper Besnard | Divers gauche |
| 2008-     | Didier Miriel   |               |